# Aeroportul Argyle
Aeroportul Argyle (IATA: SVD, ICAO: TVSA) este un aeroport din Sfântul Vincențiu și Grenadine ce deservește zona Kingstown.
Situat la o altitudine de 41 m, aeroportul dispune de 1 pistă.

## Infrastructură

### Piste
Aeroportul dispune de o singură pistă. Pista 04/22 are suprafața de asfalt și dimensiunile 2.743 m × 45 m. 